# Stolmakare
Stolmakare är en hantverkare som tillverkar sittmöbler, såsom stolar, taburetter och fåtöljer.

## Svenska stolmakare
Kända svenska stolmakare inkluderar:
- Johan Gothart
- Johan Andersson Brunner
- Mattias Meling
- Jan Östman
- Olof Höglander
- Alexander Thunberg
- Johan Erik Höglander
- Ephraim Ståhl
- Erik Öhrmark
- Elias Emanuel Palm
- Melchior Lundberg den äldre
- Melchior Lundberg den yngre
- Johan Petter Grönvall
- Petter Robert Sahlberg